# Єллоустоун (кальдера)
Єллоустоунська кальдера — вулканічна кальдера в Єллоустоунському національному парку в США. Одна з найбільших кальдер на Землі. Вона розташована на північному заході штату Вайомінг. Розмір кальдери — 55 км на 72 км. Після того як у науково-популярному документальному телесеріалі «Горизонт» на телеканалі BBC в 2000 році було використано термін «супервулкан», цю кальдеру часто називають Єллоустоунським супервулканом.
Останні 17 млн років супервулкан час від часу прокидався. Як мінімум 12 вивержень класифікуються як супервиверження з найвищим Індексом вулканічної активності 8. Загалом же за останні 17 млн років сталося мінімум 142 виверження вулкана, які і сформували кальдеру.

## Розташування

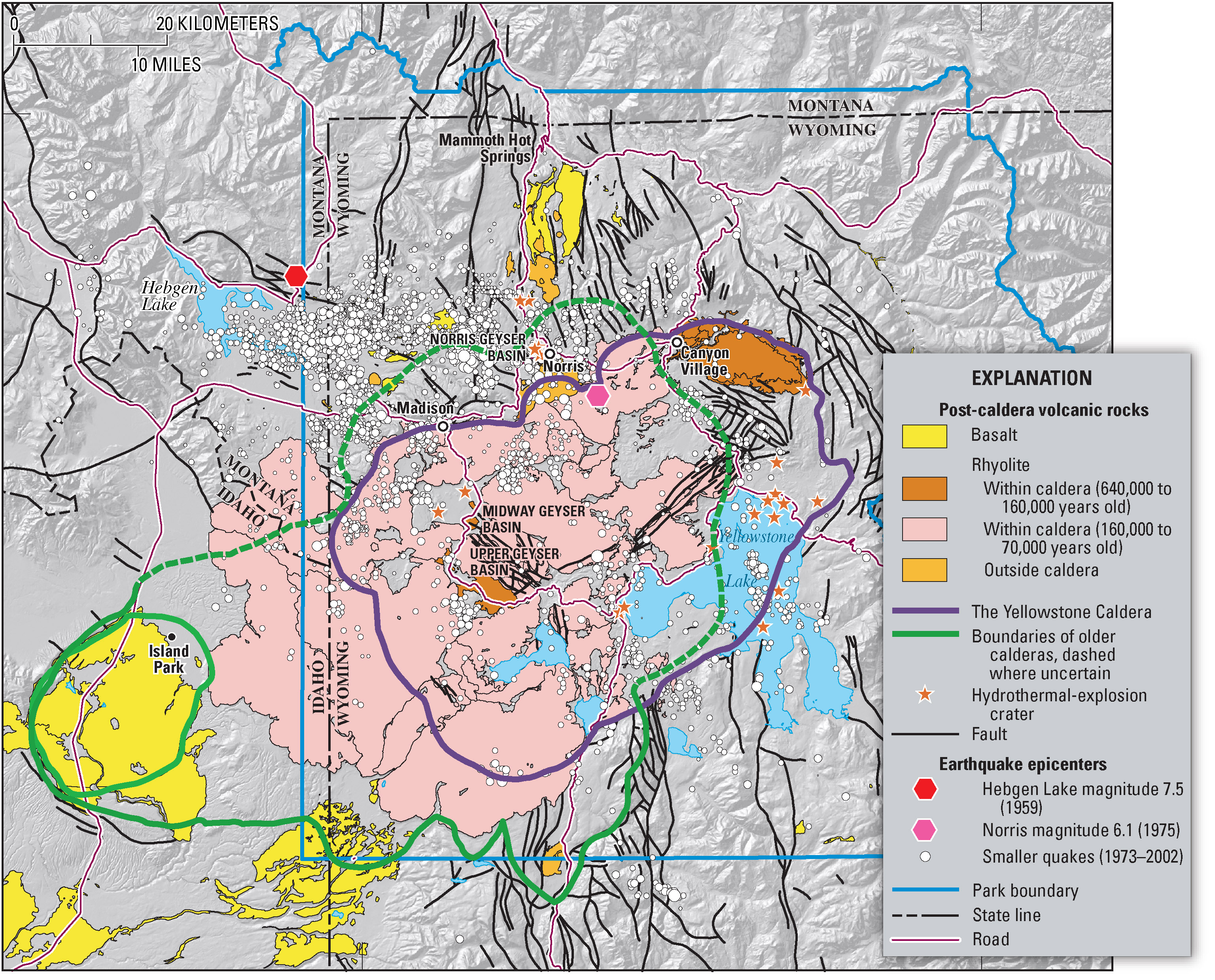
Карта Єллоустоунської кальдери. (USGS)

Єллоустоунська кальдера розташована в північно-західному кутку штату Вайомінг. Вона формує рівнину, де міститься озеро Єллоустоун і однойменний національний парк.
Єллоустоун, подібно до Гаваїв, розташований над регіоном, де гаряча розплавлена порода мантії рухається в бік поверхні (так звана Єллоустоунська гаряча точка). Сьогодні Єллоустоунська гаряча точка вкрита Єллоустоунським плато, а в минулому вона допомогла створити східну частину низовини річки Снейк (на захід від Єллоустоуна) шляхом серії великих вулканічних вивержень. Ймовірний напрямок руху гарячої точки — ENE, при цьому Північно-Американська плита рухається у напрямку WSW над нерухомим «дном» гарячої точки.

## Будова супервулкана

Схема Єллоустоунської кальдери.

Залишки кратера Єллоустоунського супервулкана були виявлені лише в 1960-х роках — за супутниковими знімками. Виявилося, що під кратером до наших днів зберігається величезний міхур магми. Глибина міхура — понад 8000 метрів. Температура розплаву всередині перевищує 800 °C; цього вистачає, щоб підігрівати термальні джерела, гнати з-під землі пари води, сірководень та вуглекислоту.
Живлення вулкана Єллоустоун забезпечує плюм — гігантський вертикальний потік твердої мантійної породи, розпечений до 1600 °C. Ближче до поверхні Землі частина плюму розплавляється в магму, що призводить до утворення гейзерів і грязьових котлів. У розрізі плюм являє собою 660-кілометровий стовп з бічними здуттями, що розширюється догори у формі лійки. Два його верхні відгалуження знаходяться безпосередньо під територією національного парку, утворюючи магматичну камеру (її глибина — 8-16 км від поверхні Землі). Протягом мільйонів років Північно-Американська континентальна плита рухалася відносно плюму, а він раз по раз «пропалював» нові кальдери, викликаючи чергові виверження.

## Велетенські виверження супервулкана
Минулі виверження супервулкана Єллоустоун — одні з найбільших, відомих на Землі.
Перше з трьох гігантських вивержень супервулкана Єллоустоун відбулося 2,1 млн років тому і сформувало кальдеру Айленд-Парк, а також утворило туфові відкладення Гаклберрі-Рідж. Тоді від вибухів руйнувались гірські пасма, викиди піднялися на висоту 50 км — до верхньої межі стратосфери; вулканічний попіл вкрив понад чверть території Північної Америки. Катаклізм такого масштабу може бути порівняний з виверженням супервулкана Тоба близько 75 тисяч років тому, коли було викинуто близько 2800 км³ магми (при першому виверженні Єллоустоуна обсяг викиду становив 2500 км³).
Друге виверження супервулкана відбулося 1,3 млн років тому; тоді обсяг викидів Єллоустоуна склав 280 км³. У результаті сформувалася велика кальдера Генрис-Форк.
Третє виверження відбулося 640 тисяч років тому; воно було вдвічі слабше, ніж уперше. В результаті виверження вершина вулкана провалилася, утворивши кальдеру — величезну круглу западину завдовжки 150 км. Крім того, виверження сформувало туфові відкладення Лава-Крік.
Імовірність гігантського виверження в сучасний період оцінюється вченими як 0,00014 % на рік. Дане обчислення базується на двох часових інтервалах між трьома відомими гігантськими виверженнями, але самі вчені говорять, що подібні геологічні процеси не є регулярними і передбачити їх неможливо.

## Виверження за останні 17 мільйонів років

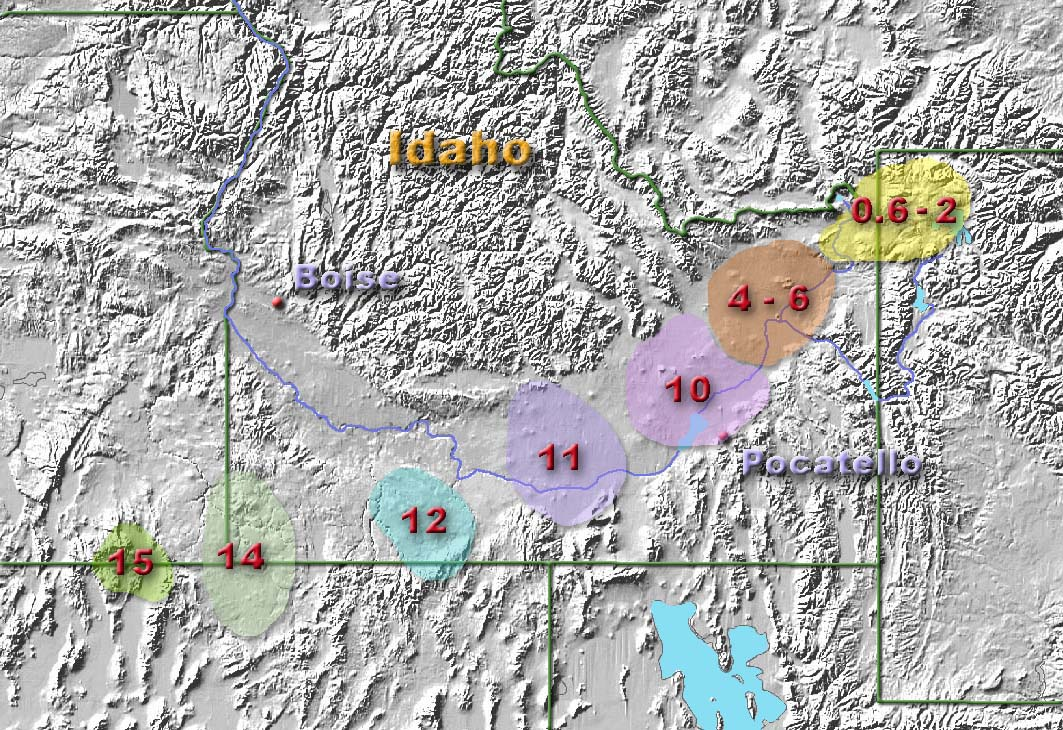
Шлях Єллоустоунської гарячої точки за останні 17 млн років

Останні приблизно 17 мільйонів років Єллоустоунська гаряча точка здійснювала безперервні інтенсивні виверження і менш інтенсивні виверження базальтової лави. Разом ці виверження створили східну частину низовини річки Снейк з колись гористого регіону. Як мінімум близько дюжини таких вивержень були настільки масивними, що вони класифікуються як супервиверження. Вулканічне виверження іноді призводить до спустошення підземного сховища магми (магматичної камери). А це, в свою чергу, може викликати обвалення породи що знаходиться над нею, створюючи геологічне осідання — кальдеру. 

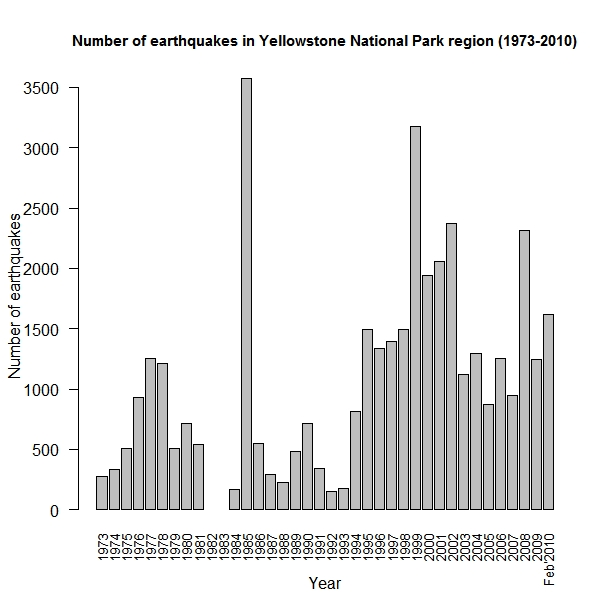
Картина сейсмічної активності в Єллоустоуні за період 1973–2010 років

Найдавніший виявлений залишок кальдери розташований на межі штатів Невада і Орегон біля Макдермітта. Молодші залишки кальдери, в основному зібрані в перетнуті вулканічні області, що починаються з межі між Невадою і Орегоном через східну низовину річки Снейк і закінчуються на Єллоустоунському плато. Одна з таких кальдер, кальдера Бруно-Джарбідж у південному Айдахо, утворилася від 10 до 12 млн років тому. В результаті цього явища попіл був викинутий на відстань 1600 км у бік північно-східної Небраски і вбив велике стадо носорогів, верблюдів та інших тварин на місцевості, де зараз розташований державний історичний парк Ешфолл-Фоссі-Бедс. За останні 17 мільйонів років із Єллоустоунської гарячої точки відбулось 142 або навіть більше вивержень, що формували кальдеру.
За даними Геологічної служби США (USGS), за останні 2,1 млн років у Єллоустоуні відбулося три потужних вибухових виверження вулкана: одне 2,08 млн років тому, інше 1,38 млн років тому і останнє 631 000 років тому. Враховуючи ці дані, вулкан може очікувати наступного спалаху протягом наступних кількох століть, хоча точний момент не можна передбачити. Вчені зазначають, що супервулкан може не мати достатньої потужності для виклику ще одного катастрофічного виверження, а його активність може проявитися невеликими вибухами, які не завдадуть суттєвої шкоди життю на планеті. Водночас виверження Єллоустона може мати потенційно серйозні наслідки для всього світу.

## Сучасні дослідження
Кальдера може зазнавати епізодів підняття та опускання протягом тисяч років, не вивергаючись. Дослідження деформації ґрунту розпочалися в 1975 році з використанням досліджень вертикального руху реперів у землі. До 1985 року дослідження задокументували підняття всієї кальдери на понад метр. Пізніші GPS-вимірювання показали, що кальдера перейшла в період просідання до 2005 року. Наступний найбільший вертикальний рух був зафіксований всередині східного краю кальдери, де загальне підняття з 2004 по 2010 рік склало близько 27 см. Темпи підняття сповільнилися у 2008 році, і кальдера знову почала опускатися протягом першої половини 2010 року.
16 квітня 2025 року, в науковому журналі Nature опубліковані результати дослідження магматичної системи Єллоустоуна, яке було проведено групою  дослідників з Університету Райса, Університету Нью-Мексико, Університету Юти і Техаського університету в Далласі (США). Використовуючи вібросейсмометр вагою 53 000 фунтів для генерації керованих сейсмічних хвиль і значну сітку з 600 сейсмометрів, дослідники зібрали дані стосовно прихованих геологічних особливостей Єллоустоуна. Раніше припускали, що верхня частина магматичної камери може перебувати на глибині від 3 до 8 км, і цей діапазон залишав багато місця для спекуляцій і побоювань. Проте, в основі висновків нового дослідження лежить виявлення на глибині близько 3,8 км різкої межі вбудованого механізму безпеки, що не дозволяє підземній системі Єллоустоуна досягти небезпечних рівнів надлишкового тиску.
22 липня 2025 року, в Daily Mail опубліковано результати дослідження, в якому американські науковці зафіксували нові сейсмічні ознаки, які можуть свідчити про те, що супервулкан, розташований під Національним парком Єллоустоун, починає проявляти ознаки активізації. За допомогою штучного інтелекту (ШІ) дослідники змогли виявити понад 86 тис. раніше непомічених землетрусів, що сталися в регіоні між 2008 і 2022 роками. Це вдесятеро більше, ніж вважалося раніше на основі звичайних методів сейсмічного моніторингу.

## Культурне значення
Завдяки геотермальним джерелам територія кальдери здавна має у аборигенів особливі назви: «країна палаючої землі» або «країна парів» у кроу; «багато диму» в чорноногів; «дим із землі» у плоскоголових; «місце гарячої води» в кайова.
Міжнародний союз геологічних наук (IUGS) включив «Єллоустоунську вулканічну та гідротермальну систему» до свого списку зі 100 об'єктів світової геологічної спадщини в жовтні 2022 року. Організація визначає кальдеру як «ключове місце з геологічними елементами та/або процесами, що мають міжнародне наукове значення, що використовується як орієнтир та/або має суттєвий внесок у розвиток геологічних наук протягом історії».

## Інтернет-ресурси
- The Snake River Plain and the Yellowstone Hot Spot
- Yellowstone Volcano Observatory [Архівовано 8 серпня 2010 у Wayback Machine.]
  - YVO FAQ relating to Supervolcano [Архівовано 20 квітня 2012 у Wayback Machine.]
- Supervolcano documentary [Архівовано 9 грудня 2007 у Wayback Machine.] from BBC
- Interactive: When Yellowstone Explodes

[Архівовано 5 липня 2011 у Wayback Machine.] from National Geographic